# Ainara Andrea Acevedo Dudley
Ainara Andrea Acevedo Dudley (Rosario, Argentina, 15 de agosto de 1991) es una árbitra de fútbol español de la Primera División Femenina de España. Pertenece al Comité de Árbitros de Cataluña.

## Trayectoria
Ascendió a la máxima categoría del fútbol femenino español el año 2017, cuando esta fue creada para que la Primera División Femenina de España fuera dirigida únicamente por árbitras. Su categoría en el fútbol masculino corresponde a la 1ª Catalana.
Debutó el 3 de septiembre de 2017 en la Primera División Femenina en un Rayo Vallecano de Madrid contra  Granadilla Tenerife Sur (1–1).

### Internacional
El Departamento de Arbitraje de FIFA oficializó las listas de árbitros y árbitras internacionales para 2018, en la cual se incluía Ainara.

## Temporadas
| Categoría        | País   | Año   |
| ---------------- | ------ | ----- |
| Primera División | España | 2017- |